# Гербы районов Пермского края
Список гербов муниципальных образований Пермского края Российской Федерации.
Официальным органом в сфере геральдики на территории Пермского края является Геральдическая комиссия при губернаторе Пермского края, которая ведёт Геральдический реестр Пермского края.

## Гербы городских округов
| Герб | Наименование                                       | Дата утверждения | Номер в ГГР |
| ---- | -------------------------------------------------- | ---------------- | ----------- |
|      | Герб муниципального образования город Пермь        | 9 июня 1998      | 287         |
|      | Герб муниципального образования город Березники    | 29 марта 2011    | 275         |
|      | Герб муниципального образования город Верещагино   | 8 декабря 2006   |             |
|      | Герб муниципального образования город Горнозаводск | 30 сентября 2008 | 5054        |
|      | Герб муниципального образования город Гремячинск   | 15 ноября 2018   | 3087        |

Ниже приведён список гербов муниципальных образований (округов, муниципальных районов), расположенных на территории административных районов Пермского края.
| Район            | Герб | Описание | Дата утверждения | Номер в ГГР |
| ---------------- | ---- | --- | ---------------- | ----------- |
| Александровский  |      | В поле, пересеченном лазурью (синим, голубым) и серебром — стоящий юноша, увенчанный княжеской шапкой, в черном длинном кузнечном фартуке поверх серебряной одежды и черных туфлях, правой рукой опирающийся на обращенный золотой рукоятью вверх черный кузнечный молот, а в левой руке держащий черное ядро, и сопровождаемый в левом нижнем углу шестью таковыми же ядрами, сложенными пирамидально (один, два, три) | 24 ноября 2005   | 2052        |
| Бардымский       |      | В зеленом поле с золотой каймой, орнаментированной зелеными, без числа лилиями с листьями, окаймленный золотом червленый цветок тюльпана, обремененный серебряным летящим вправо гусем | 11 февраля 2010  | 5885        |
| Берёзовский      |      | В зеленом поле с левой лазоревой перевязью, окаймленной золотом, золотой же гонт, обрамленный березой с зеленой кроной и серебряным стволом с черными полосами и корнями того же металла | 22 октября 2009  | 5595        |
| Большесосновский |      | В зеленом поле между лазоревых (синих, голубых) краев, обремененных золотыми соснами с такими же корнями, — серебряная, скачущая прямо, почтовая тройка | 26 ноября 2003   | 1357        |
| Верещагинский    |      | В рассеченном зеленом и червленом (красном) поле — золотой сноп, сопровождаемый по сторонам и внизу в зелени — двумя серебряными нитевидными перевязями, в червлении — двумя выходящими косвенно снизу справа и вписанными золотыми кистями для живописи | 26 октября 2006  | 2940        |
| Гайнский         |      | В серебряном поле синяя (лазоревая) волнистая левая перевязь. Над ней сидящая красная белка вправо. Под ней зеленая сосна с красным стволом. Щит увенчан золотой территориальной короной о пяти зубцах | 26 сентября 2007 | 3915        |
| Горнозаводский   |      | В лазоревом (синем) поле на зеленой оконечности, обремененной разбросанными серебряными камнями, низкая серебряная гряда скал, из-за которой выходит вверх рука, держащая серебряный кристалл ромбовидной формы. Щит увенчан муниципальной короной установленного образца | 30 сентября 2008 | 5054        |
| Гремячинский     |      | В рассеченном лазурью и зеленью поле, золотые топор и кирка (обушок) накрест | 22 февраля 2007  | 3087        |
| Губахинский      |      | В червленом поле золотой, обращенный, восстающий и обернувшийся вправо лев, держащий правой лапой серебряную кирку, заостренную с двух концов, и сопровождаемый внизу слева серебряной выходящей остроконечной горой | 18 января 2013   |             |
| Добрянский       |      | В лазоревом поле стоящая на зеленой земле золотая часовня, по краям увенчанная двумя главками, а посредине куполом с такой же главкой наверху; на всех главках — восьмиконечные кресты | 24 апреля 2007   | 3416        |
| Еловский         |      | В золотом поле с лазоревой вогнутой главой на черной земле три зеленые ели, средняя выше | 8 ноября 2010    | 7029        |
| Ильинский        |      | В пересеченном червленом и зеленом поле, поверх деления — серебряная перевязь, сопровождаемая в левом верхнем углу отторгнутой головой медведя того же металла. Щит увенчан золотой короной, соответствующей статусу муниципального района | 27 июня 2008     | 4484        |
| Карагайский      |      | В черном поле с узкими золотыми краями золотой колос | 17 сентября 2010 | 6389        |
| Кизеловский      |      | В пурпурном поле две серебряные опрокинутые кирки, положенные накрест в почетном месте щита и сопровождаемые вверху золотой древней (шахтерской) лампой с червленым пламенем и золотыми завязками; внизу — золотой ветвью кизила с червлеными ягодами. Щит увенчан муниципальной короной установленного образца | 27 декабря 2004  | 1964        |
| Кишертский       |      | В зеленом поле широкая волнистая серебряная левая перевязь, сопровождаемая нижней половиной узкой волнистой серебряной правой перевязи и, вверху справа, выходящим из угла щита на четверть золотым солнцем (без изображения лица). Щит увенчан муниципальной короной установленного образца | 26 февраля 2009  | 4790        |
| Косинский        |      | Герб Косинского муниципального района представляет собой щит, скошенный диагональю вправо. Верхнее поле щита красного цвета, нижнее — синего. В центре щита помещается идущий вправо медведь. Над медведем полукругом четыре серебряные перны. Щит венчает ранговая корона | 9 февраля 2009   | 5589        |
| Кочёвский        |      | В червленом (красном) поле с зеленой оконечностью пересеченном серебряным поясом и рассеченном столбом того же металла, опирающимся на пояс сверху, на зеленой оконечности, обращенный вправо серебряный заяц, привставший на задних лапах в прыжке, с червлеными (красными) глазами, во главе справа, серебряная перна | 25 февраля 2010  | 5889        |
| Красновишерский  |      | В пересеченном червлёно-лазоревом поле серебряный олень с золотыми рогами и копытами, поднявший голову и стоящий на выходящей в оконечности золотой скале, во главе сопровождаемый возникающим золотым солнцем (без изображения лица), а в лазури — серебряными ромбами без числа. Щит увенчан золотой короной, соответствующей статусу района | 16 февраля 2009  | 4721        |
| Краснокамский    |      | Основой герба является гербовый щит, в зеленом поле которого серебряная волнистая левая перевязь, окантованная червленью и тонко окантованная золотом. В вольной части — герб Пермского края. Щит увенчан муниципальной короной, установленного образца. Герб Краснокамского муниципального района Пермского края может использоваться и без герба Пермского края | 25 октября 2006  | 3808        |
| Кудымкарский     |      | В серебряном поле с узкими зелеными краями сопровождаемый во главе червленой перной стоящий прямо обернувшийся вправо опирающийся правой рукой на поставленное в столб черное копье с серебряным наконечником охотник коми-пермяк с буйными золотыми волосами и бородой, в червленой рубахе, черных штанах в полоску, черных котах с червлеными завязками и серебряными онучами и черной верхней одежде без рукавов, перепоясанной серебряным поясом с орнаментом и заткнутым за него серебряным же ножом                                         | 4 октября 2010   | 7017        |
| Куединский       |      | В пересеченном лазурью и зеленью поле, сияющее золотое солнце, сопровождаемое внизу в зелени тремя золотыми колосьями | 20 августа 2010  | 6390        |
| Кунгурский       |      | В зеленом поле золотой рог изобилия, наклоненный вниз, из него сыплются золотые колосья разного хлеба | 25 декабря 2008  | 5583        |
| Лысьвенский      |      | В червленом поле серебряный вздыбленный единорог с золотым рогом, языком, глазами и копытами | 28 сентября 2012 | 6391        |
| Нытвенский       |      | В зеленом поле золотая волнистая перевязь, сопровожденная с одной стороны отвлеченной (оторванной) серебряной головой медведя, а с другой — лапчато-мальтийским крестом того же металла, несущим посредине горностаевый щиток | 22 марта 2007    | 3448        |
| Октябрьский      |      | В золотом поле на зеленой земле дева — сеятельница в серебряной рубахе, лазоревом (синем, голубом) сарафане с серебряным поясом, с черными глазами и черными волосами, перевязанными на лбу червленой (красной) лентой, держащая в левой руке червленое решето, а правой — разбрасывающая черные семена; сопровождаемая слева поверх всего двумя узкими волнистыми столбами: лазоревыми в золоте и золотыми в зелени | 25 марта 2010    | 5893        |
| Ординский        |      | В пересеченном лазорево-зеленом поле золотой бревенчатый палисад в форме треугольника, обращенного вершиной вниз и вперед, на каждом углу которого — такая же башня с кровлей, шпилем и двумя окнами в цвет поля: башни, прилежащие к основанию треугольника в три четверти, башня в вершине — прямо и с зеленой воротной аркой | 23 октября 2009  | 5593        |
| Осинский         |      | В лазоревом поле на черной земле золотая липа, окруженная многочисленными летящими к ней осами естественного (золото с черным) цвета | 25 марта 2010    | 5891        |
| Оханский         |      | В лазоревом поле с золотой узкой каймой на зеленой земле — серебряные рыболовные снасти (охани): сети, мережки и саки | 15 апреля 2009   | 5781        |
| Очёрский         |      | В лазоревом (синем, голубом) поле серебряный широкий волнистый пояс с внутренними каймами в цвет поля, обремененный черным стоящим медведем | 2 февраля 2006   | 2142        |
| Пермский         |      | В червленом поле золотое кольцо, внутри которого стоящий с опущенной головой золотой медведь | 26 июня 2008     | 4482        |
| Сивинский        |      | Золотой и зеленый щит пламявидно скошен слева; поверх всего - скачущий горностаевый конь с червлеными копытами, глазами, гривой, языком и хвостом». Щит увенчан геральдической короной достоинства (золотой о пяти остроконечных зубцах) приличествующей статусу муниципального района. Геральдическая правая сторона находится слева от зрителя, геральдическая левая – справа. Герб может воспроизводиться как в виде полного герба (с короной), так и в сокращенной версии (без короны); обе версии герба равноправны и имею одинаковый статус | 26 января 2006   | 2183        |
| Соликамский      |      | В лазоревом поле с золотой вогнутой главой, обремененной тремя расторгнутыми накрест лазоревыми ромбами в пояс, черный круглый колодец меж таковых же двух столбов с воротом и с колесом при левом столбе, соединенным приводом с воротом; внутри колодец серебряный; веревка на вороте и потеки соли на краях колодца и близ него – того же металла | 16 октября 2009  | 5585        |
| Суксунский       |      | В рассеченном зеленью и лазурью поле с серебряной волнистой оконечностью золотой самовар с двумя ручками и закрытым краном | 9 апреля 2010    | 5880        |
| Уинский          |      | В серебряном поле зеленая гора, стоящая на лазоревой оконечности, обремененной узким серебряным выгнутым и смещенным вправо вилообразным крестом | 24 сентября 2009 | 5591        |
| Усольский        |      | В серебряном поле зеленая гора, стоящая на лазоревой оконечности, обремененной узким серебряным выгнутым и смещенным вправо вилообразным крестом | 24 сентября 2009 | 5591        |
| Чайковский       |      | В лазоревом поле серебряная чайка с золотым клювом, сопровождаемая слева двумя узкими волнистыми столбами: серебряным и золотым | 27 октября 2010  | 7031        |
| Частинский       |      | В золотом поле левая серебряная, тонко окаймленная лазурью перевязь, обременяемая четырьмя положенными сообразно ей зелеными ромбами, каждый из которых пересечен нитевидным диагональным крестом | 25 августа 2010  | 6394        |
| Чердынский       |      | В золотом поле черный идущий по зеленой земле обращенный лось с золотыми же глазами и копытами, сопровождаемый во главе княжеской короной с золотой дужкой, украшенной самоцветами и завершенной золотой же державой и с червленой шапкой, подложенной горностаевым мехом, на которой вверху по сторонам от дужки нашиты жемчужины | 4 мая 2010       | 5883        |
| Чернушинский     |      | В рассеченном лазоревом и серебряном поле с повышенной черной волнистой оконечностью, дважды нитевидно пробитой в цвет поля, выходящее из верхнего угла на четверть золотое солнце с пламенеющими лучами | 27 августа 2010  | 6395        |
| Чусовской        |      | В червленом (красном) поле на трех пониженных волнистых лазоревых (синих, голубых) поясах, окаймленных тонко серебром, обращенный вправо струг с парусом и тремя веслами того же металла. Гербовый щит венчает золотая территориальная корона о пяти зубцах, определяющая статус муниципального района | 29 января 2009   | 5272        |
| Юрлинский        |      | В рассеченном червлёно-лазоревом поле – золотое выходящее в оконечности солнце, обрамленное тремя восходящими зелеными елями и имеющее вписанный средний прямой луч, скрывающий деление поля и сопровожденный по сторонам двумя склоненными к нему пучками колосьев того же металла | 15 декабря 2008  | 4723        |
| Юсьвинский       |      | В пересеченном червленом и лазоревом поле серебряный распростертый лебедь прямо, сопровождаемый во главе серебряной перной | 19 ноября 2008   | 4575        |